# Synagoge (Kőszeg)

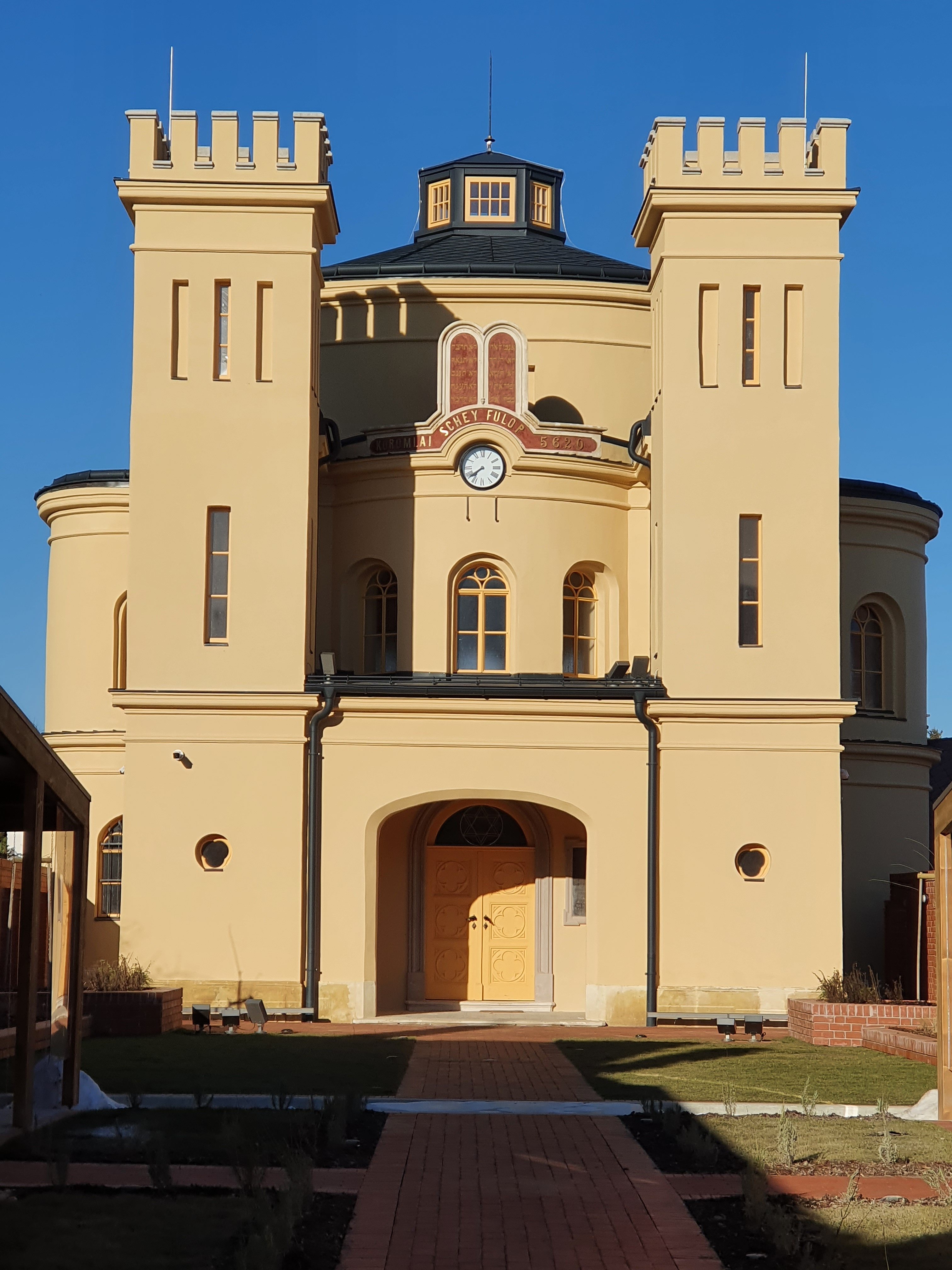
Die Synagoge

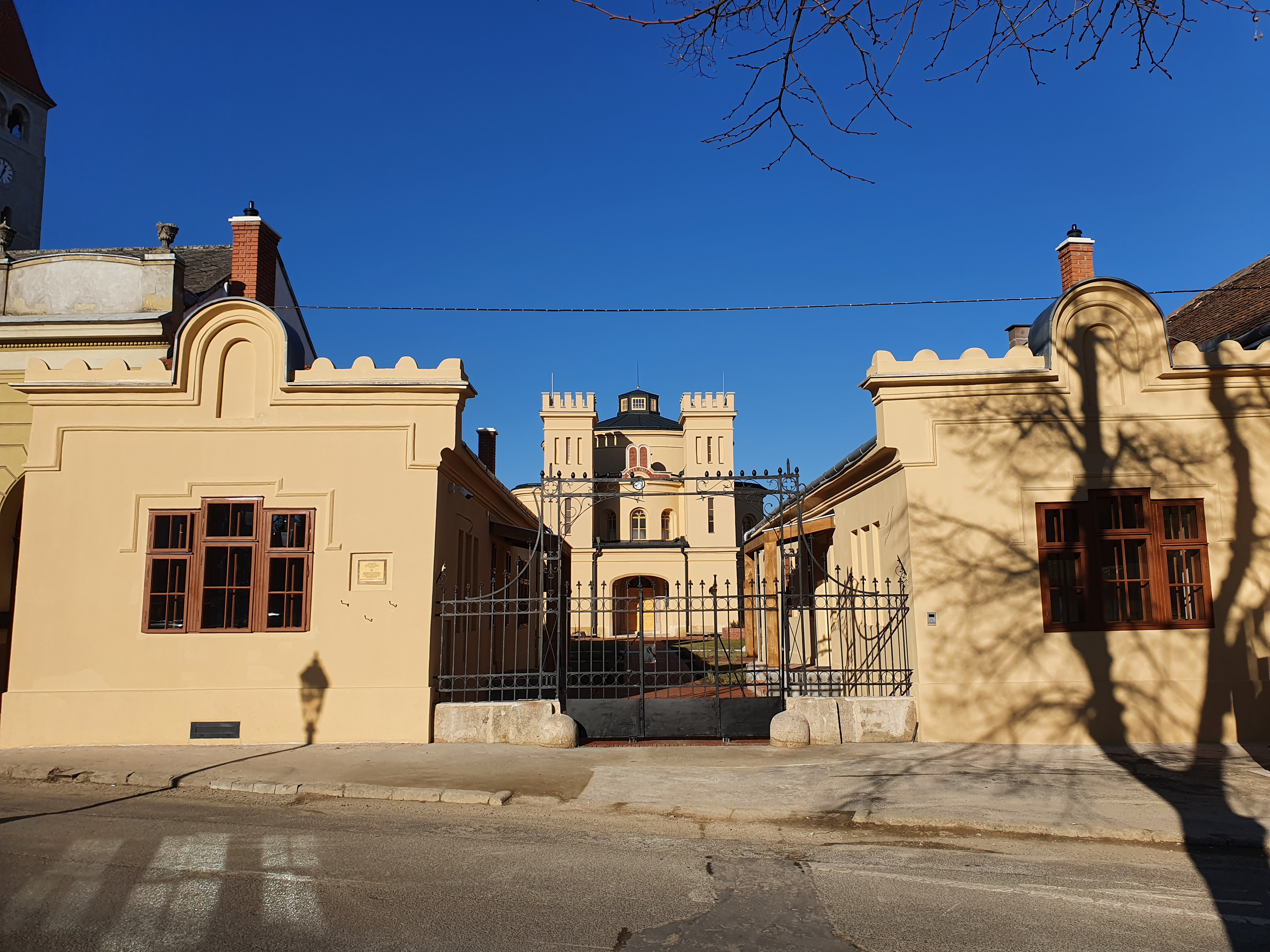
Synagoge und Schule mit Rabbinerwohnung

Die Synagoge in Kőszeg (deutsch Güns, Ungarn) ist ein jüdisches Gotteshaus, das Philipp Freiherr Schey von Koromla seiner Heimatgemeinde stiftete. Das Gebäude steht heute unter Denkmalschutz. Ab 1944 war es dem Verfall preisgegeben, Anfang der 2010er Jahre wurde das Dach gesichert und von Oktober 2020 bis 25. August 2022 renoviert.

## Geschichte
Nachgewiesen sind Juden in Kőszeg seit dem Mittelalter. 1420 wurden sie erstmals vertrieben. Eine neue Gemeinde bildete sich 1509 durch aus Böhmen vertriebene Juden, die wiederum 1565 vertrieben wurden. Im 18. Jahrhundert lebten zwei jüdische Familien in der Stadt. 1819 waren es 82 Juden, darunter ein Rabbiner und zwei Lehrer. Eine der beiden einflussreichsten Familien dieser Zeit war die Familie Schey von Koromla, damals noch unter dem Namen Schey. 1852 wurde die Gemeinde als Kultusgemeinde selbstständig.
Philipp Schey von Koromla, der als Großhändler vermögend geworden war, 1859 als erster aus Ungarn stammender Jude im Habsburgerreich geadelt und 1871 zum Freiherrn erhoben wurde, gründete eine Stiftung, aus deren Vermögen die Synagoge von Kőszeg gebaut wurde. 1858 wurde mit dem Bau begonnen; im folgenden Jahr wurde sie eingeweiht. Der Komplex umfasst neben der Synagoge und der Mikwe die Talmud-Tora-Schule, die Wohnung des Rabbiners und Nebengebäude. Die Synagoge im Stil der Neugotik ist 30,6 mal 12,8 Meter groß. Die Kuppel wurde mit Ausmalungen im Stil des Barock versehen, die Inschrift „in Ehre Gottes gebaut von Philip Schey von Koromla“ verweist auf den Stifter. Sein Name befindet sich auch oberhalb des Eingangs zur Synagoge unterhalb der Darstellung der Gesetzestafeln. Die jüdische Gemeinde wuchs insbesondere bis zum Beginn des Ersten Weltkriegs stark an.

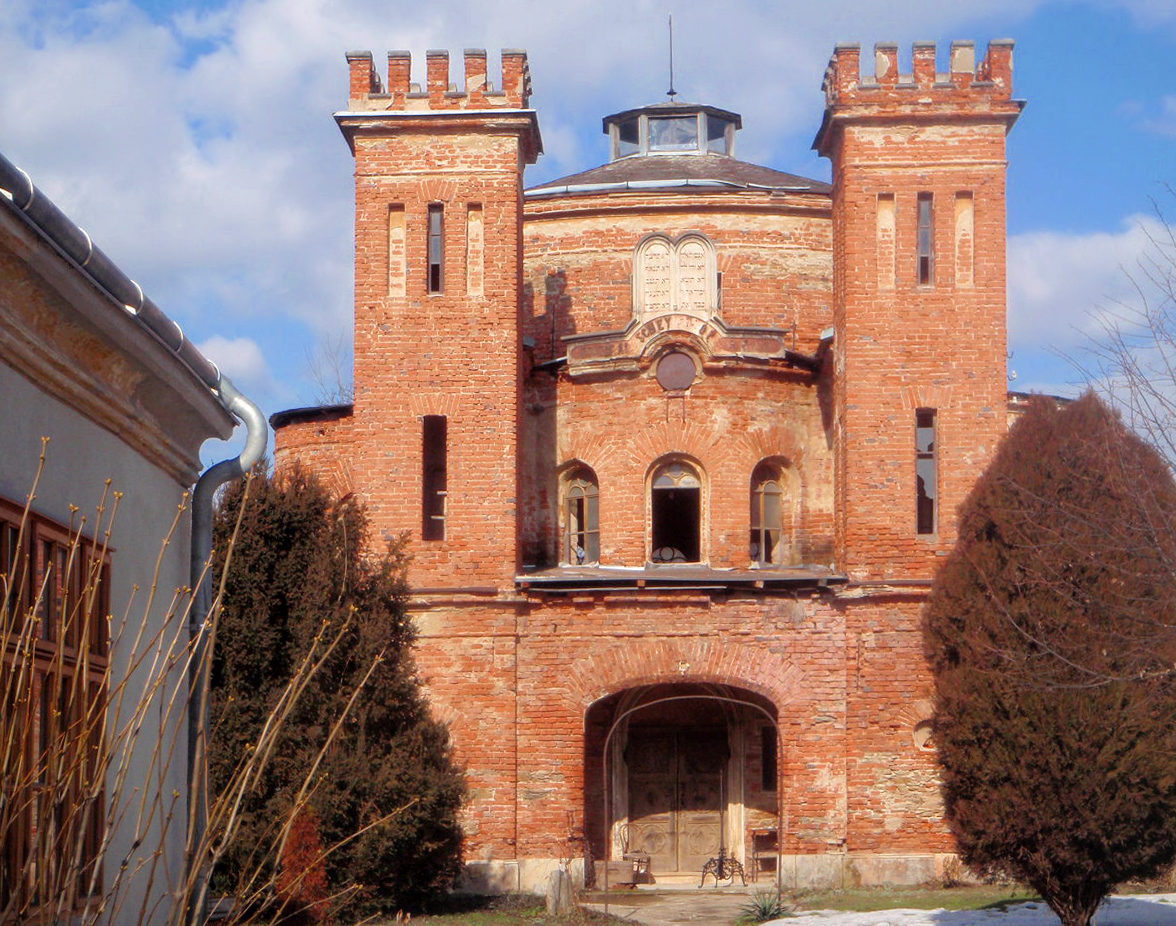
Die Synagoge, Zustand 2010

Nach der deutschen Besetzung Ungarns wurden die Juden der Stadt verfolgt und vertrieben. Am 11. Juni 1944 wurde ein Ghetto für die letzten 44 Überlebenden errichtet. Sie wurden am 18. Juni 1944 deportiert, gelangten zuerst in ein Zentralsammellager in Steinamanger und von dort am 4. Juli 1944 in das KZ Auschwitz. Nach Kőszeg wurden im November 1944 die Überlebenden des Todesmarsches der Budapester Juden gebracht. Sie fielen im März 1945 dem Massaker von Rechnitz zum Opfer.
Die Synagoge verfiel ab 1944 und war bis 1996 im Staatseigentum und wurde danach privatisiert. Die Besitzverhältnisse sind bislang ungeklärt. Die Stiftung „Sorstalanság“, benannt nach dem Roman eines Schicksallosen von Imre Kertész, betreibt die Anlage. In der ehemaligen Rabbinerwohnung befindet sich ein kleines Museum. Das Dach der Synagoge ist lückenhaft, Fensterscheiben fehlen. Die Frauenempore droht einzustürzen. Erhalten sind der Toraschrein und die Ausmalung der Kuppel. Die ehemalige Talmud-Tora-Schule wird als Verkaufsraum für Möbel und Hausrat genutzt.
Im Oktober 2020 begann die Renovierung und am 25. August 2022 geöffnet.